# Strumigenys laticeps
Strumigenys laticeps is een mierensoort uit de onderfamilie van de Myrmicinae. De wetenschappelijke naam van de soort is voor het eerst geldig gepubliceerd in 1962 door Brown.